# Xã Liberty, Quận Mountrail, Bắc Dakota
Xã Liberty (tiếng Anh: Liberty Township) là một xã thuộc quận Mountrail, tiểu bang Bắc Dakota, Hoa Kỳ. Năm 2010, dân số của xã này là 23 người.